# Johannes Elsenhans
Johannes Wilhelm Reinhard Elsenhans (* 21. Juni 1867 in Stuttgart; † 6. Dezember 1936 ebenda) war ein deutscher Verwaltungsjurist.

## Leben
Der Sohn eines Oberrealschulprofessors machte 1885 Abitur und studierte anschließend Staats- und Rechtswissenschaften an der Universität Tübingen. 1889 bestand er die erste und 1890 die zweite höhere Dienstprüfung.
Von 1891 bis 1897 wurde Elsenhans als Assistent und stellvertretender Amtmann bei den Oberämtern Ludwigsburg, Esslingen, Aalen, Leonberg, Cannstatt, Balingen und Reutlingen eingesetzt. 1897 wurde er Amtmann beim Oberamt Saulgau, 1899 Amtmann beim Oberamt Böblingen, 1901 Kollegialhilfsarbeiter beim Vorstand der LVA Württemberg, 1904 Kollegialhilfsarbeiter bei der Ministerialabteilung für Hochbauwesen, 1905 Oberamtsverweser und ab 1906 Oberamtmann des Oberamts Maulbronn (bis 1921). Von 1919 bis 1921 wurde er als Berichterstatter beim Verwaltungsrat der württembergischen Gebäudebrandversicherungsanstalt verwendet. Von 1921 bis 1931 war er Regierungsrat im Ministerium des Innern in Stuttgart, zunächst unter Belassung beim Verwaltungsrat der Gebäudebrandversicherungsanstalt. 1927 wurde er der Ministerialabteilung für Bezirks- und Körperschaftsverwaltung zugeteilt. 1929 erhielt er die Amtsbezeichnung Oberregierungsrat, die ihm 1930 auch planmäßig verliehen wurde. 1931 trat Elsenhans in den Ruhestand.

## Auszeichnungen
- Silberne Karl-Olga-Medaille